# Grubbe (adelsätt)
Grubbe var en svensk adelsätt, kognatiskt besläktad med ätten Stiernfelt eller Grubbe. Andra släkter har burit samma namn utan att vara befryndad med denna släkt.
Stamfader för ätten är Christoffer Larsson som föddes 1593 i Linköping, och som var gift två gånger. Första hustrun var Maria Olofsdotter, och den andra, Kerstin Persdotter, en dotter till Peder Mattsson Stiernfelt i dennes andra äktenskap. Trots att varken Christoffer Larsson eller hans andra hustru hade blodsband med släkten Grubb från Grubbe och Bureätten (vilket hustruns halvsyskon hade), fick Christoffer Larsson namnet Grubb då han adlades 1645, varmed han även fick rätt att uppta svärfaderns vapen. Släkten introducerades två år senare på nummer 335. Namnet ändrades sedermera till Grubbe, möjligen inspirerat av namnet på den danska adelsätten Grubbe.
Christoffer Larsson hade sammanlagt 25 barn, men ätten fortlevde på svärdssidan endast från andra äktenskapet. De flesta av släktens medlemmar var verksamma inom militären. Bland dem märks amiralerna Gustaf och Carl Gustaf Grubbe. Den mest namnkunnige släktmedlemmen är emellertid Samuel Grubbe som gjort sig ett namn som filosof vid Uppsala universitet. Ätten Grubbe nr 335 slocknade med en son till Samuel Grubbe år 1906.